# 宮崎市立国富小学校
宮崎市立国富小学校（みやざきしりつ くどみしょうがっこう）は、宮崎県宮崎市大字郡司分にある公立の小学校。

## 概要
- 児童数 - 856名（2012年度）
- 学校の木 - クスノキ

## 沿革
- 1873年12月24日 - 郡司分小学校として開校。
- 1874年 - 南方小学校が開校。
- 1876年4月 - 郡司分小学校、南方小学校、田吉小学校が合併し、赤江小学校が設置される。
- 1878年 - 郡司分小学校として分離。
- 1887年 - 本郷小学校に改称。
- 1892年 - 赤江村立国富小学校に改称。
- 1898年12月 - 現在地に移転。
- 1926年4月1日 - 町制施行により、赤江町立国富小学校に改称。
- 1941年4月1日 - 赤江町立国富国民学校に改称。
- 1943年3月1日 - 宮崎市との合併により、宮崎市立国富国民学校に改称。
- 1947年4月1日 - 宮崎市立国富小学校に改称。
- 1979年3月23日 - 児童数の増加に伴い、本郷小学校が分離。

## 通学区域
国富小学校の通学区域には以下の区域が指定されている。
- 大字赤江の一部
- 大字郡司分の一部
- 大字田吉の一部
- 大字本郷北方の一部
- 大字本郷南方の一部
- 希望ケ丘1丁目の一部
- 東宮

## アクセス
- バス：宮崎交通「国富小前」バス停下車

## 主な卒業生
- 堺雅人（俳優）
- 立川翼（シンガー・ソングライター）